# Wirtschaftsuniversität Prag

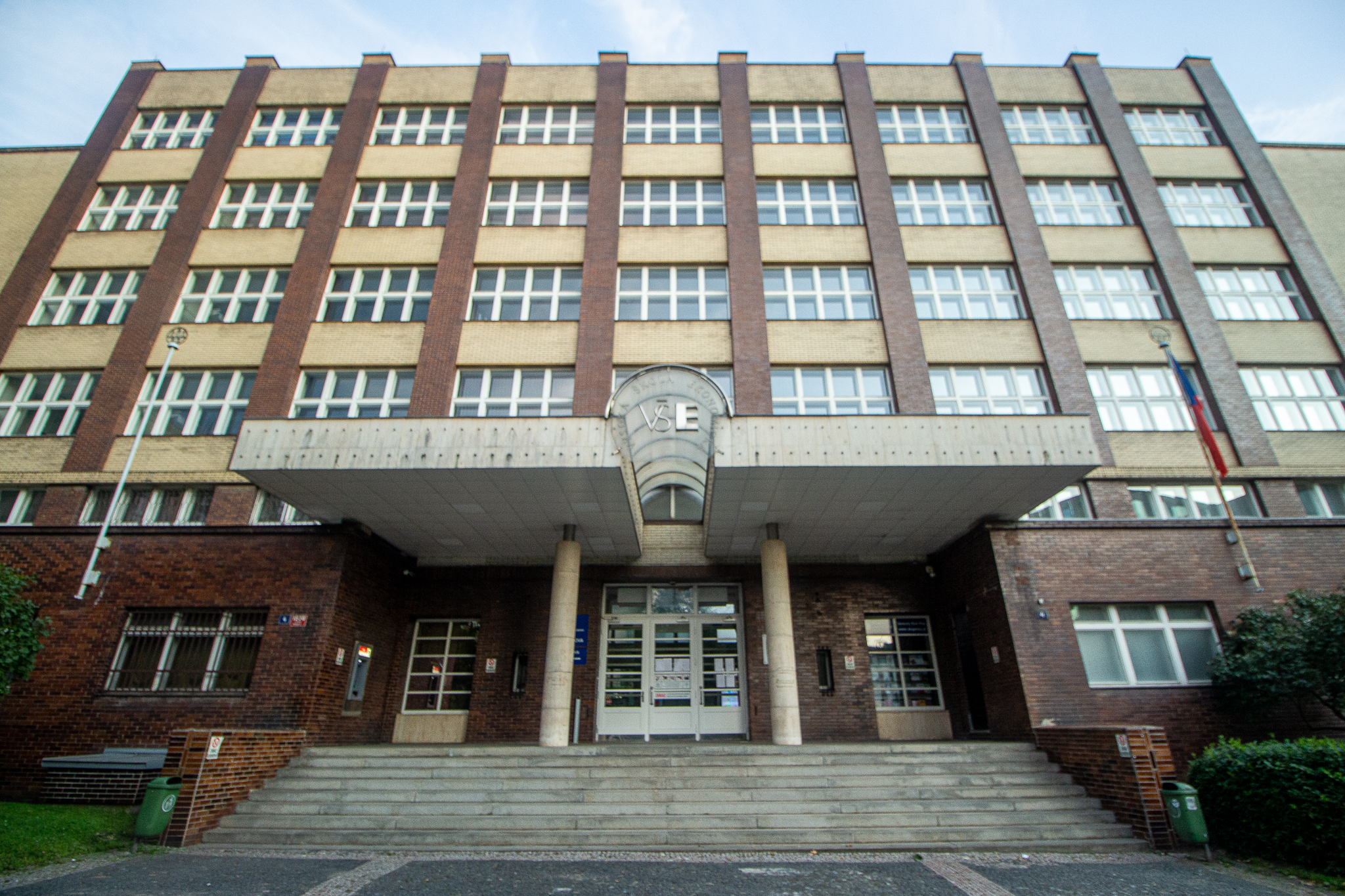
Ein Universitätsgebäude der VŠE

Die Wirtschaftsuniversität Prag (tschechisch Vysoká škola ekonomická v Praze, kurz VŠE; englisch Prague University of Economics and Business, kurz PUEB) ist eine wirtschaftswissenschaftlich orientierte öffentliche Universität in Tschechiens Hauptstadt Prag.
Sie ist die größte Universität des Landes in den Bereichen Wirtschaft und Informationstechnologie und hat 15.000 Studenten in ihren Bachelor-, Master-, Doktoranden- und MBA-Programmen. Sie wird auch als die beste tschechische Wirtschaftshochschule angesehen.
Sie wurde 1919 als Teil der Tschechischen Technischen Hochschule gegründet und ist seit 1949 eine eigenständige Hochschule.

## Ranking
Im jährlich erscheinenden Eduinversal-Ranking wurde die Wirtschaftsuniversität Prag 2018 als beste Business School Osteuropas ausgezeichnet.
Die Fakultät für Betriebswirtschaftslehre wurde vom European Quality Improvement System (EQUIS) akkreditiert, als erste Business School Tschechiens und vierte in Mittel- und Osteuropa. Der MBA der PUEB ist unter AMBA gelistet.
Der Management-Masterstudiengang der Hochschule belegte im dazugehörigen Financial-Times-Ranking 2020 weltweit den 22. Rang.

## Fakultäten
- Fakultät für Finanzen and Rechnungswesen (F1 / FFÚ)
- Fakultät für Internationale Beziehungen (F2 / FMV)
- Fakultät für Betriebswirtschaftslehre (F3 / FPH)
- Fakultät für Informatik und Statistik (F4 / FIS)
- Fakultät für Volkswirtschaft und Öffentliche Verwaltung (F5 / NF)
- Fakultät für Management (F6 / FM)

## Internationale Zusammenarbeit
Über 1000 Studenten verbringen jedes Jahr ein Auslandssemester, unter anderem an der Duke University (Fuqua School of Business), der Copenhagen Business School, der Universität St. Gallen und der Universität Wien.
14 Prozent der Studenten sind Ausländer, typischerweise aus anderen EU-Mitgliedsstaaten, den USA und osteuropäischen Ländern. Im Jahr 2010/2011 kooperierte die VŠE mit 250 Partneruniversitäten, darunter das Institut d’études politiques de Paris, die Universität zu Köln, die Universität Tilburg, die Handelshochschule Stockholm, die Universität St. Gallen, die London School of Economics and Political Science, die Universität Tel Aviv, die University of Queensland, die McGill University, die Duke University und die University of North Carolina at Chapel Hill. Die Schule vergibt eine Reihe von internationalen Abschlüssen, darunter Joint- und Double Degrees. Jedes Jahr kommen etwa 60 Gastprofessoren, um an der Hochschule zu lehren, und mehr als 90 Kurse werden in englischer Sprache angeboten.
Seit dem Jahr 2000 wird an der Universität der Gary-Becker-Preis für die beste studentische Abschlussarbeit in Wirtschaftswissenschaften verliehen (ein Preis, der zuvor mit der IMADEC in Wien verbunden war).
Die Universität ist Mitglied in den Netzwerken Global Alliance in Management Education (CEMS), Association of Professional Schools of International Affairs (APSIA) und Partnership in International Management (PIM).
Darüber hinaus kommen jedes Semester über 1100 Studenten von Institutionen aus Übersee an die VŠE. Im Jahr 2005 wurde im Rahmen der Erweiterung des Universitätsgeländes ein neues International Learning Center eingerichtet. Kurse für diese Studenten werden in den Sprachen Tschechisch, Englisch, Deutsch, Französisch und Russisch angeboten.

## Bekannte Absolventen
- Jana Bobošíková (* 1964), tschechische Politikerin
- Petra Edelmannová (* 1975), tschechische Politikerin
- Jan Fischer (* 1951), Statistiker, Premierminister der Tschechischen Republik (2009–10), Finanzminister der Tschechischen Republik (2013–14). Abschluss 1974, Postgraduiertenstudium 1985.
- Jan Hron (* 1941), tschechischer Agraringenieur
- Petr Kellner (1964–2021), Investor, Geschäftsmann (einer der USD-Milliardäre), Eigentümer der Firma PPF
- Václav Klaus (* 1941), Präsident der Tschechischen Republik (2003–2013), Premierminister der Tschechischen Republik (1992–97). Absolvierte 1963 das Studium der Außenhandelswirtschaft
- Jiří Paroubek (* 1952), tschechischer Politiker
- Jana Tichá (* 1965), tschechische Astronomin
- Josef Tošovský (* 1950), Premierminister der Tschechischen Republik (1997–1998), Gouverneur der Tschechischen Nationalbank (1989–1992; 1993–2000). Er studierte von 1968 bis 1973 an der Universität und machte seinen Abschluss in Außenhandel
- Miloš Zeman (* 1944), Premierminister der Tschechischen Republik (1998–2002), Präsident der Tschechischen Republik (seit 2013). Studierte 1965–69 an der Universität mit dem Schwerpunkt Wirtschaftsprognose und unterrichtete auch